# Charles Duff
Charles Duff (1894-1966) was een Brits schrijver van boeken over het leren van talen en andere vakken.
Duff diende als officier in de Britse koopvaardij in de Eerste Wereldoorlog en vervolgens in de informatieafdelingen van het Ministerie van Buitenlandse Zaken en de Diplomatic Service (Diplomatieke Dienst). Hij verliet Buitenlandse Zaken in de jaren dertig, toen hij erachter kwam dat het ministerie het fascisme in Spanje stevig steunde en bereid was mee te werken aan de invoering van soortgelijk systeem in Groot-Brittannië.
Nadat Duff met pensioen ging, doceerde hij linguïstiek en talen in Londen en Singapore. Tegelijkertijd schreef hij reisgidsen, geschiedenisverhalen, satires en een reeks boeken voor 'de actieve zelflerende'.

### Leerboeken
- A Handbook on Hanging, het boek behandelt ook elektrocutie, onthoofdingen en vergassingen van onschuldige terechtgestelde mannen en mislukte executies
- A New Handbook on Hanging
- Russian For Beginners
- Spanish For Beginners
- French For Beginners
- Italian For Beginners
- How to Learn a Language (1947)
- French For Home Study
- England and the English
- The Basis and Essentials of French
- The Basis and Essentials of German
- The Basis and Essentials of Spanish
- All Purpose Russian for Adults
- Six Days to Shake an Empire
- Italian for Adults
- Mysterious People: An Introduction to the Gypsie (1965)
- The Truth about Columbus and the Discovery of America (1957)

### Ander werk
- The Haunted Bungalow (1936, kortverhaal)
- This Human Nature (opgenomen in de Thinker's Library)

- Bibsys: 6037220
- Bibliothèque nationale de France: cb12428278z (data)
- CiNii: DA05648850
- Gemeinsame Normdatei: 123079780
- International Standard Name Identifier: 0000 0001 0936 0799
- Library of Congress Control Number: n50026937
- Nationale Bibliotheek van Tsjechië: kup19990000023390
- Nationale bibliotheek van Australië: 35713518
- Nationale Bibliotheek van Israël: 987007306485005171
- Nationale Bibliotheek van Polen: a0000002176449
- Nederlandse Thesaurus van Auteursnamen: 067570542
- Istituto Centrale per il Catalogo Unico: RAVV060791
- SNAC: w6fn2dp3
- Système universitaire de documentation: 033414815
- Trove: 1053829
- Virtual International Authority File: 111898910
- WorldCat: E39PBJckP6P8rR39CvTHDwBwYP